# Anna Witaljewna Sorokina
Anna Witaljewna Sorokina (russisch Анна Витальевна Сорокина; * 1. Dezember 1981 in Wladimir) ist eine russische Biathletin.
Anna Sorokina betrieb von 1996 bis 2012 Biathlon. Sie lebt in der Umgebung von Tjumen. Die Sportsoldatin wurde von Sergei Schestow und Leonid Guriew trainiert.
2004 debütierte sie in Obertilliach als Dritte in einem Einzel im Europacup. 2006 startete sie in Oberhof erstmals im Biathlon-Weltcup und sammelte als 23. im Sprint erste Weltcuppunkte. In der Folgesaison belegte sie in Östersund nach einem 40. Platz im Sprint einen 18. Platz in der Verfolgung und damit ihr bestes Ergebnis in einem Weltcuprennen. Erfolgreicher ist Anna Sorokina beim Sommerbiathlon. Im Massenstart belegte sie bei den Sommerbiathlon-Weltmeisterschaften 2007 in Otepää den dritten Platz.

## Platzierungen im Biathlon-Weltcup
Die Tabelle zeigt alle Platzierungen (je nach Austragungsjahr einschließlich Olympische Spiele und Weltmeisterschaften).
- 1.–3. Platz: Anzahl der Podiumsplatzierungen
- Top 10: Anzahl der Platzierungen unter den ersten zehn (einschließlich Podium)
- Punkteränge: Anzahl der Platzierungen innerhalb der Punkteränge (einschließlich Podium und Top 10)
- Starts: Anzahl gelaufener Rennen in der jeweiligen Disziplin

| Platzierung                      | Einzel | Sprint | Verfolgung | Massenstart | Staffel | Gesamt |
| -------------------------------- | ------ | ------ | ---------- | ----------- | ------- | ------ |
| 1. Platz                         |        |        |            |             |         |        |
| 2. Platz                         |        |        |            |             |         |        |
| 3. Platz                         |        |        |            |             |         |        |
| Top 10                           |        |        |            |             |         |        |
| Punkteränge                      |        | 1      | 1          |             |         | 2      |
| Starts                           |        | 5      | 3          |             |         | 8      |
| Stand: nach der Saison 2009/2010 |        |        |            |             |         |        |